# Barbara Hahn (Germanistin)
Barbara Hahn, geborene Rüb (* 1952 in Eßlingen am Neckar) ist eine deutsche Germanistin und Editionswissenschaftlerin.

## Leben
Hahn studierte Germanistik, Philosophie und Geographie an der Technischen Universität Berlin, an der Freien Universität Berlin und an der Philipps-Universität Marburg. In Köln unterrichtete sie am Friedrich-Wilhelm-Gymnasium. 1989 wurde sie an der Freien Universität promoviert und erhielt für ihre Dissertation 1990 den Joachim-Tiburtius-Preis. 1993 erfolgte an der Universität Hamburg ihre Habilitation.
Nach verschiedenen Gastprofessuren folgte sie 1996 einem Ruf an die Princeton University. Von 2004 bis 2020 lehrte sie an der Vanderbilt University in Nashville im US-Bundesstaat Tennessee, zuletzt als Max Kade Foundation Chair in German Studies; seit 2016 ist sie zudem Honorarprofessorin an der Freien Universität Berlin. Hahn ist unter anderem Herausgeberin der kritischen Edition der Werke von Rahel Levin Varnhagen und gehört zu den Hauptherausgebern der bilingualen deutsch-englischen kritischen Gesamtausgabe der Werke von Hannah Arendt.
Hahn wurde 2008/09 ein Fellowship der John Simon Guggenheim Memorial Foundation verliehen; 2010 erhielt sie den Margherita-von-Brentano-Preis der Freien Universität Berlin und 2014/15 war sie Fellow am Wissenschaftskolleg zu Berlin.

## Veröffentlichungen (Auswahl)

### Monographien
- „Antworten Sie mir“. Rahel Levin Varnhagens Briefwechsel. Stroemfeld/Roter Stern, Frankfurt am Main 1990, ISBN 978-3878773726.
- Unter falschem Namen. Von der schwierigen Autorschaft der Frauen. Suhrkamp Verlag, Frankfurt am Main 1991, ISBN 978-3518117231.
- Die Jüdin Pallas Athene. Auch eine Theorie der Moderne. Berlin Verlag, Berlin 2002, ISBN 978-3827004444. (Englische Übersetzung von James McFarland unter dem Titel The Jewess Pallas Athena. This Too a Theory of Modernity. Princeton University Press, Princeton 2005.)
- Hannah Arendt – Leidenschaften, Menschen und Bücher. Berlin Verlag, Berlin 2005, ISBN 978-3827005618.
- mit Marie Luise Knott, „Von den Dichtern erwarten wir Wahrheit.“ Hannah Arendts Literaturen. Matthes und Seitz, Berlin 2007, ISBN 978-3882219210.
- Endlose Nacht. Träume im Jahrhundert der Gewalt. Suhrkamp, Berlin 2016, ISBN 978-3-518-42565-7.

### Herausgeberschaften
- mit Ursula Isselstein: Rahel Levin Varnhagen. Die Wiederentdeckung einer Schriftstellerin. Vandenhoeck und Ruprecht, Göttingen 1987, ISBN 9783525210154.
- mit Philippe Despoix: Der deutsche Historikerstreit aus mitteleuropäischer Sicht. Junius Verlag, Hamburg 1989, ISBN 3885060035.
- „Im Schlaf bin ich wacher“. Die Träume der Rahel Levin Varnhagen. Luchterhand Literaturverlag, Frankfurt am Main 1990, ISBN 9783630618968.
- mit Jutta Dick: Von einer Welt in die andere. Jüdinnen im 19. und 20. Jahrhundert. Brandstätter Verlag, Wien 1993, ISBN 9783854474555.
- Frauen in den Kulturwissenschaften: Von Lou Andreas-Salomé bis Hannah Arendt. Beck Verlag, München 1994, ISBN 3-406-37433-6.
- Margarete Susman. Frauen der Romantik. Insel Verlag, Frankfurt am Main 1996, ISBN 9783458335290.
- Im Nachvollzug des Geschriebenseins. Literaturtheorie nach 1945. Königshausen und Neumann, Würzburg 2007, ISBN 9783826034183.
- mit Erdmut Wizisla: Walter Benjamins „Deutsche Menschen“. Wallstein, Göttingen 2008, ISBN 9783835302310.
- mit Elke Gilson, Holly Liu: Literatur im Zeitalter des Totalitarismus. Olms Verlag, Hildesheim 2008, ISBN 9783487138756.
- mit Barbara Wahlster: Theresia Birkenhauer: Theater. Theorie. Vorwerk 8, Berlin 2008, ISBN 978-3-940384-16-4.
- Büchner-Lektüren. Für Dieter Sevin. Hildesheim, Olms Verlag 2012, ISBN 9783487147963.
- mit Anke Gilleir: Grenzgänge zwischen Dichtung, Philosophie und Kulturkritik: Über Margarete Susman. Wallstein, Göttingen 2012, ISBN 978-3-8353-1091-9.
- mit Gesa Dane: Denk- und Schreibweisen einer Intellektuellen im 20. Jahrhundert: Über Ricarda Huch. Wallstein, Göttingen 2012, ISBN 978-3-8353-1140-4.
- Begegnungen mit Rahel Levin Varnhagen. Wallstein, Göttingen 2015, ISBN 978-3-8353-1661-4.
- mit Meike Werner: The Art of Dreams: Representations and Reflections. De Gruyter, Berlin 2016, ISBN 9783110437515.

### Editionen
- mit Birgit Bosold, Ursula Isselstein: Pauline Wiesels Liebesgeschichten. Briefwechsel mit Prinz Louis Ferdinand von Preußen, Karl Gustav von Brinckmann, Friedrich Gentz und anderen, hg. zusammen. C. H. Beck Verlag, München 1998, ISBN 978-3406436703.
- Rahel. Ein Buch des Andenkens für ihre Freunde. Nach dem Manuskript der Sammlung Varnhagen, 6 Bde. Wallstein, Göttingen 2011, ISBN 978-3835305281.
- mit Anke Gilleir: Margarete Susman. Gesammelte Schriften, 5 Bde. Wallstein Verlag, Göttingen 2022, ISBN 9783835352964.
- Hannah Arendt. Rahel Varnhagen. The life of a Jewish Woman. New York Review of Books, New York 2022, ISBN 978-1681375892.
- Rahel Levin Varnhagen. Das Herz ist ganz im Dunklen. Ein Lesebuch. Insel Verlag, Berlin 2023, ISBN 978-3-458-19529-0.

Edition Rahel Levin Varnhagen
- Briefwechsel mit Pauline Wiesel. Unter Mitarbeit von Birgit Bosold. C. H. Beck, München 1997, ISBN 978-3-8353-3598-1.
- Briefwechsel mit Jugendfreundinnen. Unter Mitarbeit von Birgit Bosold und Friederike Wein. Wallstein, Göttingen 2021, ISBN 978-3-8353-3955-2.

Hannah Arendt. Kritische Gesamtausgabe
- mit James McFarland: The Modern Challenge to Tradition. Fragmente eines Buchs, Kritische Gesamtausgabe, Bd. 6. Wallstein, Göttingen 2018, ISBN 978-3-8353-3192-1.
- Sechs Essays. Die verborgene Tradition, Kritische Gesamtausgabe, Bd. 3. Wallstein, Göttingen 2019, ISBN 978-3-8353-3278-2.
- Rahel Varnhagen. Lebensgeschichte einer deutschen Jüdin. The Life of a Jewish Woman, Kritische Gesamtausgabe, Bd. 2. Wallstein, Göttingen 2021, ISBN 978-3-8353-3767-1.